# Wilson Fittipaldi
Wilson Fittipaldi Júnior (São Paulo, 1943. december 25. – São Paulo, 2024. február 23.) brazil autóversenyző, a kétszeres Formula–1-es világbajnok Emerson Fittipaldi bátyja, valamint Christian Fittipaldi édesapja.

## Pályafutása

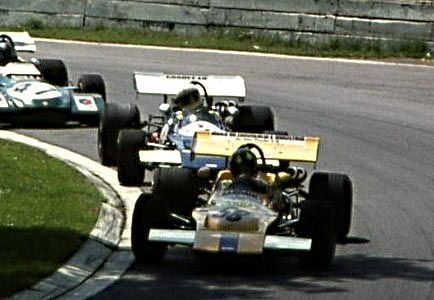
1971-ben a March Engineering autójában egy Formula–2 viadalon

Wilson Fittipaldi és neje, Juzy fiaként született. Apja autósport-újságíró, valamint rádiós kommentátor volt, továbbá az első Mil Milhas Brasil szervezője.
Gokarttal kezdte pályafutását a 60-as években. Ezt követően Formula Vee versenyek indult, majd Európában is próbálkozott Formula–3-as versenyeken. 1971 és 1973 között az európai Formula–2-es bajnokságban szerepelt.
1972-ben debütált a Formula–1-es világbajnokságon. A szezon harmadik versenyén, a spanyol nagydíjon csatlakozott a mezőnyhöz. A futamon öccse, Emerson megszerezte a győzelmet, Wilson pedig a hetedik helyen ért célba. Emerson megnyerte a világbajnokságot, Wilson azonban pontszerző helyen sem végzett ebben az évben.
A 73-as szezont egy hatodik helyezéssel kezdte. Ezentúl egyedül a német nagydíjon szerzett még pontot, amikor is az ötödik pozícióban ért célba. Három pontjával végül tizenötödikként zárt.
1974-ben nem állt rajthoz a világbajnokság futamain, ehelyett az első brazil Formula–1-es csapat létrehozásán dolgozott. A Fittipaldi Automotive 1975-ben debütált a világbajnokságon. A szezon folyamán csak egy autót indított a csapat. Egyetlen futam kivételével (az olasz versenyen Arturo Merzario szerepelt Wilson helyett) kizárólag Wilson vezette az istálló autóját. Legtöbbször a mezőny végén zárt, és több alkalommal még a kvalifikáción sem jutott. A szezont követően már nem állt rajthoz többé a világbajnokságon. A csapat még évekig működött, ám három dobogós helyezésen túl nem ért el jelentősebb sikereket fennállása alatt a sorozatban.
A világbajnokság után Wilson hazája túraautó bajnokságában versenyzett. 1994-ben és 1995-ben megnyerte a Mil Milhas Brasil viadalt. A 94-es futamon fiával, Christiannal szerezte meg a győzelmet.

## Eredményei

### Teljes Formula–1-es eredménylistája
(Táblázat értelmezése)

(Félkövér: pole-pozícióból indult; dőlt: leggyorsabb kört futott) 

| Év   | Csapat                    | 1      | 2      | 3      | 4      | 5      | 6      | 7      | 8      | 9      | 10     | 11     | 12     | 13     | 14     | 15     | Helyezés | Pont |
| ---- | ------------------------- | ------ | ------ | ------ | ------ | ------ | ------ | ------ | ------ | ------ | ------ | ------ | ------ | ------ | ------ | ------ | -------- | ---- |
| 1972 | Motor Racing Developments | ARG    | RSA    | ESP 7  | MON 9  | BEL Ki | FRA 8  | GBR 12 | GER 7  | AUT Ki | ITA Ki | CAN Ki | USA Ki |        |        |        | -        | 0    |
| 1973 | Motor Racing Developments | ARG 6  | BRA Ki | RSA Ki | ESP 10 | BEL Ki | MON 11 | SWE Ki | FRA 16 | GBR Ki | NED Ki | GER 5  | AUT Ki | ITA Ki | CAN 11 | USA Hn | 15.      | 3    |
| 1975 | Fittipaldi                | ARG Ki | BRA 13 | RSA NK | ESP Ki | MON NK | BEL 12 | SWE 17 | NED 11 | FRA Ki | GBR 19 | GER Ki | AUT Ni | ITA    | USA 10 |        | -        | 0    |

## Fordítás
- Ez a szócikk részben vagy egészben  a   Wilson Fittipaldi Júnior című angol Wikipédia-szócikk fordításán alapul.  Az eredeti cikk szerkesztőit annak laptörténete sorolja fel. Ez a jelzés csupán a megfogalmazás eredetét és a szerzői jogokat jelzi, nem szolgál a cikkben szereplő információk forrásmegjelöléseként.

## Külső hivatkozások
- Profilja a www.grandprix.com honlapon (angolul)
- Profilja a statsf1.com honlapon (angolul)
- Profilja a driverdatabase.com honlapon (angolul)